# Rapuzziana
Rapuzziana is een kevergeslacht uit de familie van de boktorren (Cerambycidae). De wetenschappelijke naam van het geslacht werd voor het eerst geldig gepubliceerd in 2006 door Danilevsky.

## Soorten
Rapuzziana is monotypisch en omvat slechts de volgende soort:
- Rapuzziana hangaiensis Danilevsky, 2006